# 精英主义民主
精英主义民主（英語：Elitist Democracy）又作菁英民主，修正民主，是由马克斯·韦伯、约瑟夫·熊彼特、罗伯特·达尔以及乔万尼·萨托利等人所阐述以及主张的民主观，此种民主观主要是为了说明与解释民主现象即民主政治程序的真相为何。精英主义民主是一种基于精英主义立场的民主理论，是对古典民主理论的重大修正，其核心观点可以归结为：民主政治就是政治家的统治。精英主义民主是把注意力从公民的个人地位以及他们的基本自治权利转移到多元统治者和使统治者得以执政的公开竞争的经验世界，因此又被称为“经验民主”以及“程序民主”。
精英主义民主认为，民主不是人民的统治而是政治精英的统治，是职业政治家集团的统治。在拥有（政党）“机器”的有领袖民主和无领袖民主之间，只有一种政治，即职业政治家的统治。民主是人民投票决定权力的归属，民主制度只不过是一种由人民定期选出政治领导进行统治的制度。一切社会都存在着统治者与被统治者，属于统治者的永远是少数人，他们行使各种政治职能，垄断国家权力。在现代社会中，由于存在着复杂的社会分工、大型组织以及官僚制，任何时候重要决策权都掌握在训练有素的少数人手中。

## 理论起源
精英主义民主可上溯至柏拉图的“哲学王”理论，它强调知识和权力的一体性关系。

## 理论发展
在近代社会，维弗雷多·帕累托、加埃塔诺·莫斯卡以及羅伯特·米契爾斯提出了精英理论，为精英民主理论奠定了基础。韦伯和熊彼特则是现代社会中将精英主义理论和大众民主结合起来的代表性人物，他们为精英民主理论做了更为详尽的阐述与分析。此后，达尔、波普尔以及萨托利则沿精英民主的方法与路径，做了修正性批评或者细化阐释。韦伯认为，民主作为一种政治制度如同市场，是淘汰最弱者的制度机制并使最具有竞争能力之人获得选票和权力。
熊彼特是精英民主理论的集大成者，他在其《资本主义、社会主义与民主》中认为，“民主方法就是那种为作出政治决定而实行的制度安排，在这一制度安排中，某些人通过着争取人民的选票取得作出政治决定的权力”。他认为，民主并非真的是人民当家作主，而仅仅意味着“人民有机会接受或拒绝要来统治他们的人”，即民主政治就是政治家的统治。“所以，民主只是指导政治家们去竞争性地获取政治决策权力的一种程序性方法”。